# 松下秀雄
松下 秀雄（まつした ひでお、1919年11月14日 - 2013年3月5日）は、日本の実業家。オーディオテクニカ創業者。

## 人物・来歴
福井県南条郡武生町（現越前市）出身。福井市立商業学校（現福井県立福井商業高等学校）卒業。高松高等商業学校（現香川大学経済学部）卒業。1951年ブリヂストン美術館入社。やがて石橋幹一郎の助言を得て、館内レコードコンサートを開催するようになった。
1962年オーディオテクニカ創業、同社代表取締役社長に就任。1973年製造会社のテクニカフクイを設立。1993年オーディオテクニカ取締役会長及びテクニカフクイ取締役会長に就任。2005年オーディオテクニカ代表取締役相談役及びテクニカフクイ代表取締役相談役に就任。
2008年オーディオテクニカ奨学会を設立。非常に無口な性格だったという。2013年老衰のため死去。青山葬儀所で社葬が行われた。2014年に子の松下和雄オーディオテクニカ代表取締役社長から、福井県立こども歴史文化館に蓄音機コレクションが寄贈された。